# فالتينا
فالتينا (بالإنجليزية: Valtina)‏ هي قرية تقع في إستونيا في Karula Parish. يقدر عدد سكانها بـ 33 نسمة .